# Mistrzostwa Azji w Rugby 7 Kobiet 2008
Mistrzostwa Azji w Rugby 7 Kobiet 2008 – dziewiąte mistrzostwa Azji w rugby 7 kobiet, oficjalne międzynarodowe zawody rugby 7 o randze mistrzostw kontynentu organizowane przez ARFU mające na celu wyłonienie najlepszej żeńskiej reprezentacji narodowej w tej dyscyplinie sportu w Azji, które odbyły się w dniach 4–5 października 2008 roku na Hong Kong Stadium. Była to jednocześnie kwalifikacja do 2009 Rugby World Cup Sevens.
Dziewięć uczestniczących reprezentacji rywalizowało w pierwszym dniu systemem kołowym w ramach trzech trzyzespołowych grup o awans do odbywających się dzień później półfinałów. Awansowali do nich zwycięzcy grup oraz najlepsza z drużyn z drugiego miejsca, kolejna czwórka zmierzyła się w walce o piąte miejsce, zaś najsłabsza reprezentacja rozegrała towarzyskie spotkania z zespołami rezerw gospodarzy. Czołowa trójka zyskała awans na inauguracyjny Puchar Świata.
Faworyzowane zespoły Kazachstanu i Chin niespodziewanie przegrały w półfinałach, ich pojedynek o brązowy medal na swoją korzyść rozstrzygnęły Chinki, mistrzem Azji została zaś reprezentacja Japonii po wygranej nad Tajlandią.

## Faza grupowa

### Grupa A
| 4 października 2008 | Kazachstan | 20:0 | Singapur | Hong Kong Stadium, Hongkong |
| 4 października 2008 |            | 20:0 |          | Hong Kong Stadium, Hongkong |

| 4 października 2008 | Hongkong | 12:5 | Singapur | Hong Kong Stadium, Hongkong |
| 4 października 2008 |          | 12:5 |          | Hong Kong Stadium, Hongkong |

| 4 października 2008 | Kazachstan | 10:5 | Hongkong | Hong Kong Stadium, Hongkong |
| 4 października 2008 |            | 10:5 |          | Hong Kong Stadium, Hongkong |

### Grupa B
| 4 października 2008 | Chiny | 40:0 | Sri Lanka | Hong Kong Stadium, Hongkong |
| 4 października 2008 |       | 40:0 |           | Hong Kong Stadium, Hongkong |

| 4 października 2008 | Zatoka Perska | 27:17 | Sri Lanka | Hong Kong Stadium, Hongkong |
| 4 października 2008 |               | 27:17 |           | Hong Kong Stadium, Hongkong |

| 4 października 2008 | Chiny | 52:7 | Zatoka Perska | Hong Kong Stadium, Hongkong |
| 4 października 2008 |       | 52:7 |               | Hong Kong Stadium, Hongkong |

### Grupa C
| 4 października 2008 | Japonia | 27:0 | Chińskie Tajpej | Hong Kong Stadium, Hongkong |
| 4 października 2008 |         | 27:0 |                 | Hong Kong Stadium, Hongkong |

| 4 października 2008 | Tajlandia | 24:5 | Chińskie Tajpej | Hong Kong Stadium, Hongkong |
| 4 października 2008 |           | 24:5 |                 | Hong Kong Stadium, Hongkong |

| 4 października 2008 | Japonia | 10:12 | Tajlandia | Hong Kong Stadium, Hongkong |
| 4 października 2008 |         | 10:12 |           | Hong Kong Stadium, Hongkong |

## Faza pucharowa

### Cup
|  |                     |            |           |                     |    |         |         |       |
|  | Półfinały           | Półfinały  | Półfinały |                     |    | Finał   | Finał   | Finał |
|  | Półfinały           | Półfinały  | Półfinały |                     |    | Finał   | Finał   | Finał |
|  | 5 października 2008 |            |           |                     |    |         |         |       |
|  |                     |            |           |                     |    |         |         |       |
|  | Kazachstan          | Kazachstan | 0         |                     |    |         |         |       |
|  | Kazachstan          | Kazachstan | 0         | 5 października 2008 |    |         |         |       |
|  | Japonia             | Japonia    | 5         |                     |    |         |         |       |
|  | Japonia             | Japonia    | 5         |                     |    | Japonia | Japonia | 17    |
|  | 5 października 2008 |            |           |                     |    | Japonia | Japonia | 17    |
|  |                     |            | Tajlandia | Tajlandia           | 12 |         |         |       |
|  | Tajlandia           | Tajlandia  | Tajlandia | Tajlandia           | 12 | 14      |         |       |
|  | Tajlandia           | Tajlandia  |           |                     |    |         |         |       |
|  | Chiny               | Chiny      | 7         |                     |    |         |         |       |
|  | Chiny               | Chiny      | 7         | Mecz o 3. miejsce   |    |         |         |       |
|  |                     |            |           |                     |    |         |         |       |
|  | 5 października 2008 |            |           |                     |    |         |         |       |
|  |                     |            |           |                     |    |         |         |       |
|  | Kazachstan          | Kazachstan | 5         |                     |    |         |         |       |
|  | Kazachstan          | Kazachstan | 5         |                     |    |         |         |       |
|  | Chiny               | Chiny      | 17        |                     |    |         |         |       |
|  | Chiny               | Chiny      | 17        |                     |    |         |         |       |

| 5 października 2008 | Kazachstan | 0:5 | Japonia | Hong Kong Stadium, Hongkong |
| 5 października 2008 |            | 0:5 |         | Hong Kong Stadium, Hongkong |

| 5 października 2008 | Tajlandia | 14:7 | Chiny | Hong Kong Stadium, Hongkong |
| 5 października 2008 |           | 14:7 |       | Hong Kong Stadium, Hongkong |

| 5 października 2008 | Japonia | 17:12 | Tajlandia | Hong Kong Stadium, Hongkong |
| 5 października 2008 |         | 17:12 |           | Hong Kong Stadium, Hongkong |

| 5 października 2008 | Kazachstan | 5:17 | Chiny | Hong Kong Stadium, Hongkong |
| 5 października 2008 |            | 5:17 |       | Hong Kong Stadium, Hongkong |

### Plate
|  |                     |                 |           |                     |    |               |               |       |
|  | Półfinały           | Półfinały       | Półfinały |                     |    | Finał         | Finał         | Finał |
|  | Półfinały           | Półfinały       | Półfinały |                     |    | Finał         | Finał         | Finał |
|  | 5 października 2008 |                 |           |                     |    |               |               |       |
|  |                     |                 |           |                     |    |               |               |       |
|  | Zatoka Perska       | Zatoka Perska   | 17        |                     |    |               |               |       |
|  | Zatoka Perska       | Zatoka Perska   | 17        | 5 października 2008 |    |               |               |       |
|  | Singapur            | Singapur        | 7         |                     |    |               |               |       |
|  | Singapur            | Singapur        | 7         |                     |    | Zatoka Perska | Zatoka Perska | 0     |
|  | 5 października 2008 |                 |           |                     |    | Zatoka Perska | Zatoka Perska | 0     |
|  |                     |                 | Hongkong  | Hongkong            | 12 |               |               |       |
|  | Hongkong            | Hongkong        | Hongkong  | Hongkong            | 12 | 31            |               |       |
|  | Hongkong            | Hongkong        |           |                     |    |               |               |       |
|  | Chińskie Tajpej     | Chińskie Tajpej | 0         |                     |    |               |               |       |
|  | Chińskie Tajpej     | Chińskie Tajpej | 0         | Mecz o 3. miejsce   |    |               |               |       |
|  |                     |                 |           |                     |    |               |               |       |
|  | 5 października 2008 |                 |           |                     |    |               |               |       |
|  |                     |                 |           |                     |    |               |               |       |
|  | Singapur            | Singapur        | 29        |                     |    |               |               |       |
|  | Singapur            | Singapur        | 29        |                     |    |               |               |       |
|  | Chińskie Tajpej     | Chińskie Tajpej | 5         |                     |    |               |               |       |
|  | Chińskie Tajpej     | Chińskie Tajpej | 5         |                     |    |               |               |       |

| 5 października 2008 | Zatoka Perska | 17:7 | Singapur | Hong Kong Stadium, Hongkong |
| 5 października 2008 |               | 17:7 |          | Hong Kong Stadium, Hongkong |

| 5 października 2008 | Hongkong | 31:0 | Chińskie Tajpej | Hong Kong Stadium, Hongkong |
| 5 października 2008 |          | 31:0 |                 | Hong Kong Stadium, Hongkong |

| 5 października 2008 | Zatoka Perska | 0:12 | Hongkong | Hong Kong Stadium, Hongkong |
| 5 października 2008 |               | 0:12 |          | Hong Kong Stadium, Hongkong |

| 5 października 2008 | Singapur | 29:5 | Chińskie Tajpej | Hong Kong Stadium, Hongkong |
| 5 października 2008 |          | 29:5 |                 | Hong Kong Stadium, Hongkong |

## Klasyfikacja końcowa
| Miejsce | Reprezentacja   | Uwagi            |
| ------- | --------------- | ---------------- |
| 1       | Japonia         | awans na PŚ 2009 |
| 2       | Tajlandia       | awans na PŚ 2009 |
| 3       | Chiny           | awans na PŚ 2009 |
| 4       | Kazachstan      | -                |
| 5       | Hongkong        | -                |
| 6       | Zatoka Perska   | -                |
| 7       | Singapur        | -                |
| 8       | Chińskie Tajpej | -                |
| 9       | Sri Lanka       | -                |